# پیتر وبر (ژیمناست)
پیتر وبر (آلمانی: Peter Weber؛ زادهٔ ۲۲ دسامبر ۱۹۳۸) ژیمناست هنری اهل آلمان بود.
وی در مسابقات کشوری و بین‌المللی در مجموع برندهٔ ۳ مدال برنز شده‌است.